# Puente de Domingo Flórez
Puente de Domingo Flórez è un comune spagnolo di 1 930 abitanti situato nella comunità autonoma di Castiglia e León.